# Kimball Young
Kimball Young (* 26. Oktober 1893 in Provo, Utah, USA; † 1. September 1972 ebenda) war ein US-amerikanischer Sozialpsychologe und Soziologe sowie 35. Präsident der American Sociological Association.

## Leben
Young war der Enkel des Namensgebers der mormonischen Brigham Young University in Provo, an der er 1915 sein Bachelor-Examen ablegte. Danach war er ein Jahr als High-School-Lehrer in Arizona tätig. Dann studierte er bis zum Master-Examen Soziologie an der University of Chicago. Im Ersten Weltkrieg war er als Mormonen-Missionar in Deutschland. 1921 wurde er im Fach Psychologie an der Stanford University zum Ph.D. promoviert. Als Psychologe war er an verschiedenen Hochschulen als wissenschaftlicher Mitarbeiter tätig, bevor er ab 1930 für zehn Jahre Associate Professor an der University of Wisconsin wurde. Danach lehrte er als Soziologie-Professor am City University of New York, an der American University in Shrivenham (eine Armee-Universität für in Europa stationierte Soldaten) und schließlich von 1947 bis 1962 an der Northwestern University. Obwohl er nach Netzhautablösungen erblindet war, veranstaltete Young noch Seminare an der Arizona State University.
Er war einer der ersten Soziologen, die die Psychoanalyse in die Theoriebildung integrierten.
Im Jahr 1945 amtierte er als Präsident der American Sociological Association.

## Schriften (Auswahl)
- Differences in Certain Immigrant Groups, 1922
- Source Book for Social Psychology, 1927
- Social Psychology, 1930 (Neuauflage 1944)
- An Introductory Sociology, 1934, (Neuauflagen 1942, 1949)
- Source Book for Sociology, 1935
- Personality and Problems of Adjustment, 1941.
- mit Raymond W. Mack: Sociology & social life. 4. Auflage, American Book Co., New York 1968.